# Les Adorateurs de Cthulhu

Les Adorateurs de Cthulhu est une anthologie de quatre nouvelles directement inspirées du mythe de Cthulhu imaginé par l'écrivain américain H. P. Lovecraft. Parue en 1978 en France, cette anthologie rassemblée vraisemblablement par Jacques Finné est remarquable en plusieurs manières. D'abord, elle ne reprend aucun texte de Lovecraft lui-même, mais de quatre auteurs de fantasy s'étant essayé au pastiche/à l'hommage du style de Lovecraft. Ensuite, cette anthologie ne reprend que quatre des nombreuses nouvelles reprises dans l'anthologie originale, The Disciples of Cthulhu, éditée par Edward P. Berglund en 1976 chez Daw Books.
Enfin, et surtout, Les Adorateurs de Cthulhu reste remarquable car il contient l'une des premières analyses originales de l'œuvre de Lovecraft éditée en français. En effet, le livre se conclut sur un essai d'une vingtaine de pages, intitulé Les mythes de Cthulhu. Cette postface, rédigée par Jacques Finné (qui est également le traducteur des quatre nouvelles de l'anthologie et qui est un des grands historiens français de la littérature de fantasy et de science-fiction), est en réalité extraites de la thèse de doctorat de Finné, intitulée L'organisation surnaturelle, essai sur la littérature fantastique (1978). On y trouve les idées de l'auteur sur l'œuvre de Lovecraft, sur le travail des « continuateurs du mythe » (Lin Carter, Robert Bloch, James Wade, August Derleth, etc.) ainsi qu'une conclusion plus globale sur le mythe fondateur inventé par Lovecraft. On retrouvera ses idées sous une forme plus longue et plus documentée dans les publications suivantes de Jacques Finné et notamment dans son ouvrage Panorama de la littérature fantastique américaine - Tome 2: De la mort des pulps aux années du renouveau où il revient entre autres sur Lovecraft et les auteurs qui se sont inspirés de ses travaux dans un chapitre intitulé Les émancipés de Cthulhu.
Bien qu'il s'agisse d'une anthologie, les nouvelles étaient inédites en publication lors de la parution du tome original, aux États-Unis, en 1976. Dès lors, il s'agit en fait plus d'un recueil de nouvelles inédites que d'une anthologie à proprement parler (bien que le fait que plusieurs auteurs soient crédités implique l'usage du terme anthologie).

## Référence de l'ouvrage
- Les adorateurs de Cthulhu, aux éditions Librairie des Champs-Élysées, coll. « Le Masque fantastique », Paris, 1978. Traduction et postface : Jacques Finné.

Une nouvelle édition, reprenant désormais toutes les nouvelles de la version révisée de The Disciples of Cthulhu (sortie chez Chaosium en février 1996), est sortie sous le titre Les Disciples de Cthulhu, aux éditions Oriflam, le 20 mars 2000  (ISBN 978-2906897915). Comme dans la version révisée américaine de 1996, on n'y retrouve pas la nouvelle de Lin Carter.

## Nouvelles
1. Là où marche Yidhra, par Walter C. DeBill Jr (Where Yidhra Walks - 1976)
2. Zoth-Ommog, par Lin Carter (Zoth-Ommog - 1976)
3. Le Silence d'Erika Zann, par James Wade (The Silence of Erika Zann - 1976)
4. Obscur est mon nom, par Eddy C. Bertin (Darkness, my name is - 1976)
5. Le Mythe de Cthulhu, par Jacques Finné (extrait de L'organisation surnaturelle, essai sur la littérature fantastique - 1978)